# Crypto.com Arena

Il logo dell'arena

La Crypto.com Arena (fino al 2021 nota come Staples Center) è un'arena polivalente nel centro di Los Angeles. È situata vicino al complesso del Los Angeles Convention Center lungo Figueroa Street. L'arena è stata inaugurata il 17 ottobre 1999. La progettazione e la costruzione del palazzo sono state finanziate privatamente per un costo di 375 milioni di dollari.

L'arena ospita i Los Angeles Kings della National Hockey League (NHL), i Los Angeles Lakers della NBA e i Los Angeles Sparks della Women's National Basketball Association (WNBA). 

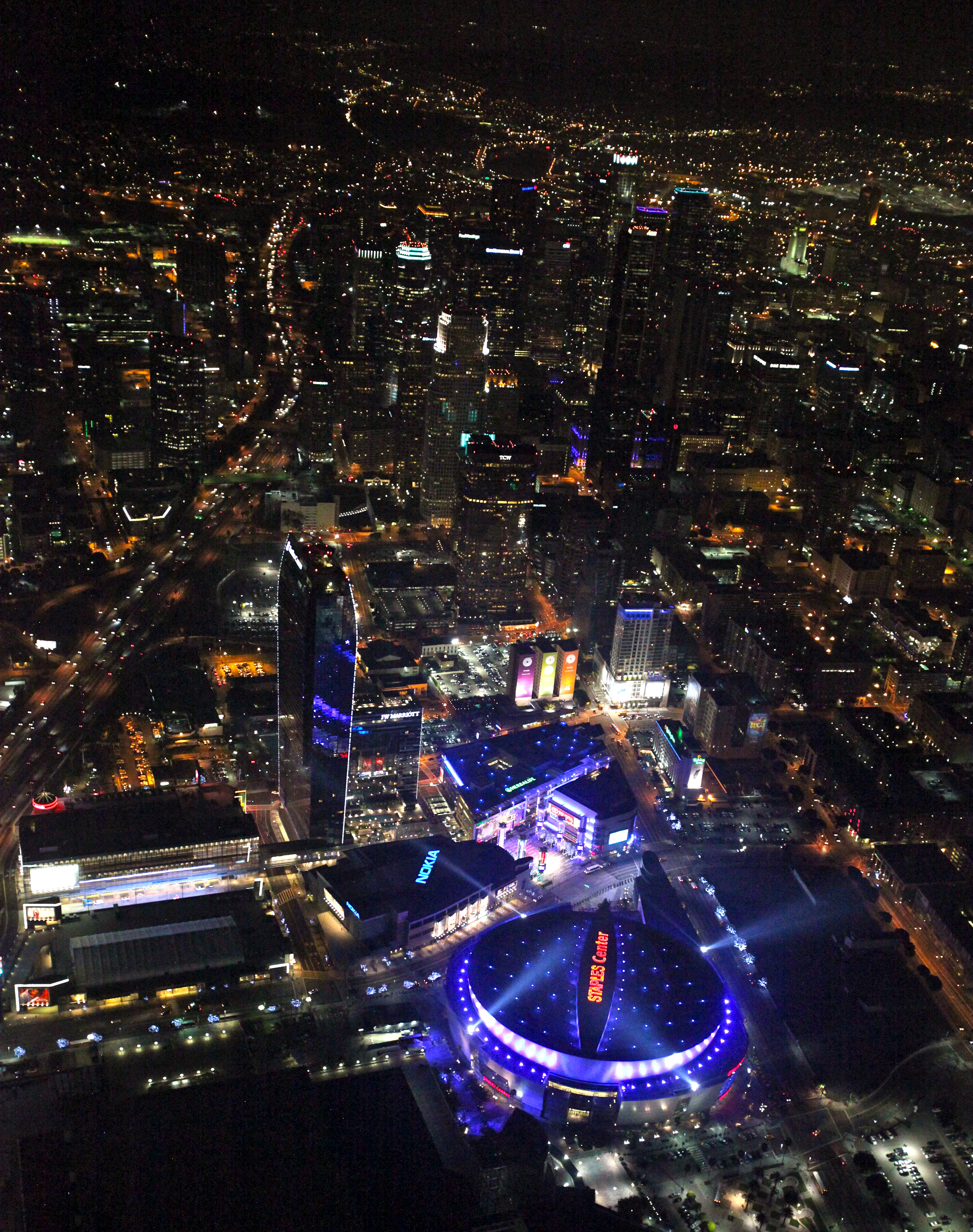
Vista dall'alto

Ha ospitato diversi pay per view della World Wrestling Entertainment, tra cui WrestleMania 21, show di punta della federazione, che ha avuto 20.193 spettatori, stabilendo il record di pubblico presente. Ha ospitato 5 edizioni consecutive di SummerSlam dal 2009 al 2014. La  Crypto.com Arena, inoltre, è stata scelta come sede per la celebrazione del funerale di Michael Jackson tenuto il 7 luglio 2009. Il 31 dicembre 2015 i Mötley Crüe vi si sono esibiti per l'ultima data del Final Tour, ponendo fine alla loro carriera. Il 28 ottobre 2016 ha ospitato le finali del campionato mondiale del videogioco League of Legends.
Il 17 novembre 2021 è stato annunciato un accordo ventennale con il noto exchange di criptovalute Crypto.com per modificare il nome in Crypto.com Arena. La modifica del nome è diventata effettiva a partire dal 25 dicembre 2021.

## Descrizione

### Capienza
L'arena può ospitare fino a 19.067 spettatori per il basket, 18.340 per l'hockey sul ghiaccio e circa 20.000 per concerti o altri eventi sportivi.  Ci sono anche 160 suite di lusso, comprese 15 suite per eventi. Il record di presenze nell'arena è detenuto dalla lotta tra il campione del mondo, Antonio Margarito e Shane Mosley con una folla di 20.820 persone il 25 gennaio 2009.